# Kurija Adamović
Dvorac i kurija Adamović građevina je na ulazu u Aljmaš.
Prizemna zgrada oblika slova U na pročeljima se ističe neoklasicističkim i historicističkim obilježjima. Glavno pročelje dugo 31,45 metara sadrži devet prozorski osi, četiri stupa na fasadi trijema ukrašenog slijepim arkadama, koji završava trokutasto. Gradnju dvorca započeo je 1880. Sabo de Gomb, vlastelin podrijetlom iz Bratislave. Bio je oženjen Antonijom, kći Ivana i Eleonore Adamović, vlasnika vlastelinstva u Aljmašu. Zbog nemogućnosti vraćanja kredita odobrenog za izgradnju, Gomb 1890. građevinu prodaje Felixu Schaureku, vlastelinu iz Pečuha. Općina je 1906. otkupila za tadašnjih 14.000 kruna i preuredila je u školu koja je djelovala u njemu cijelo 20. stoljeće.

## Zaštita
Pod oznakom Z-1617 zavedeno je kao nepokretno kulturno dobro - pojedinačno, pravna statusa zaštićena kulturnog dobra, klasificirano kao "stambena građevina".